# قاي مانينغ
قاي مانينغ (4 فبراير 1944 في الولايات المتحدة - ) (بالإنجليزية: Guy Manning)‏ هو لاعب كرة سلة أمريكي في مركز هجوم صغير الجسم. لعب مع Houston Mavericks ‏.

## وصلات خارجية
- قاي مانينغ على موقع سبورتس رفرنس (الإنجليزية)
- قاي مانينغ على موقع ريلجم (الإنجليزية)
- قاي مانينغ على موقع بروبوليرز (الإنجليزية)